# Las aventuras de Saturnino
Les aventures de Saturnin o Las aventuras de Saturnino fue una serie de la televisión francesa de 78 episodios de 14 minutos cada uno, creada por el cineasta francés Jean Tourane (1919-1986), producida para Maintenon Films y puesta al aire entre 1965 y 1970.

## Les aventures de Saturnin
La serie presentaba las aventuras de un pato temperamental, Saturnino (representado por varios patos de color amarillo) y sus compañeros:
- el conejito Jeannot Lapín
- la dama Comadreja
- el profesor Popof
- un perro
- un zorro
- una marmota
- un gato
- una cabra

Las historias transcurren en la aldea de Saturnino, donde los animales pueden, por ejemplo, viajar en coche o esquiar.
Saturnino es también un agente secreto.
El director, Jean Tourane, utilizó para sus películas casi 50 patitos diferentes debido a que tardaba tres o cuatro semanas en grabar cada episodio, y cada pato solo podía actuar en uno o dos episodios, debido a que crecía relativamente rápido y ya no podía representar al mismo personaje.
En los años noventa, la banda francesa de punk Parabellum realizó una versión punk de la canción tema de lavserie.

### Elenco
- Ricet Barrier (actor, 1932-2011): el pato Saturnino
- Annie Colette: la dama Comadreja[3]
- François Lalande (actor, años 1930): Arsène
- Robert Lamoureux (actor y comediante, 1920-2011): narrador, y varias voces

### Producción
- Jean Tourane (1919-1986): director
- Textos y diálogos: Louise de Vilmorin (escritora, 1902-1969), Jean Tourane y Ricet Barrier
- Canción de introducción:[4]
  - Música: Joe Hajos
  - Letra: Serge Lebrail
  - Interpretación: Isabelle Aubret
- Productores: Roger Van Mullem y Maintenon Filmes

## Dynamo Duck
En 1994, el productor estadounidense Nathan Sassover compró los derechos de transmisión para la televisión de la serie francesa Saturnin y la lanzó en Estados Unidos, con nuevos personajes, bajo el nombre de Dynamo Duck (el pato Dínamo).